# Blink (film 1994)
Blink – amerykański thriller z 1994 roku w reżyserii Michaela Apteda.

## Obsada
- Madeleine Stowe jako Emma Brody
- Aidan Quinn jako detektyw John Hallstrom
- James Remar jako Thomas Ridgely
- Peter Friedman jako doktor Ryan Pierce

## Opinie o filmie
- "Kultura" (dodatek do "Dziennika Polska-Europa-Świat")[1]:

Michaelowi Aptedowi udało się przedstawić sprany motyw w oryginalny sposób. Potrafi też wzbogacić go o świetną historię miłosną, która broni się nawet bez kryminalnej otoczki.